# Fujifilm x100

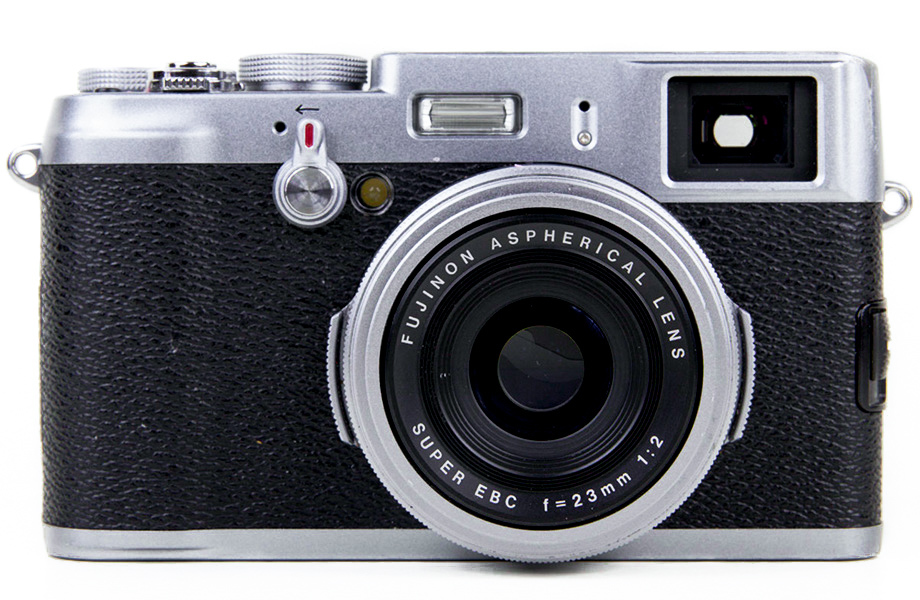
Fujifilm X100

De Fujifilm FinePix X100 is een digitale camera met een vast niet verwisselbaar 23mm f 2.0 objectief.

## Introductie
De camera werd in september 2010 op de Photokina gepresenteerd. De camera was echter pas in februari 2011 te koop in de Europese winkels. Dit is het eerste model van de X-Serie lijn van Fujifilm; anno 2012 zijn daar de Fujifilm X10 (later opgevolgd door de X20 en X30), Fujifilm XE1 en de Fujifilm X1 Pro aan toegevoegd.

### Opvolgers
- Fujifilm X100S - januari 2013;
- Fujifilm X100T - 2014;
- Fujifilm X100F - 2017;
- Fujifilm X100V - 2020;
- Fujifilm X100VI - 2024.[1]

## Belangrijke kenmerken
- 12,3 megapixel, (APS-C) EXR-CMOS sensor (X100); vanaf de X100S met 16,3 megapixel; vanaf X100V 26 megapixel; vanaf X100VI 40 megapixel
- Retro uiterlijk
- Hybride en optische zoeker (viewfinder)
- 23mm f 2.0 lens (eqv. 35mm)

## Innovatie
De FinePix X100 was de eerste camera met een hybride zoeker, die het mogelijk maakt om de gebruiker te laten kiezen tussen een conventionele optische zoeker met een elektronische overlay of een elektronische zoeker.

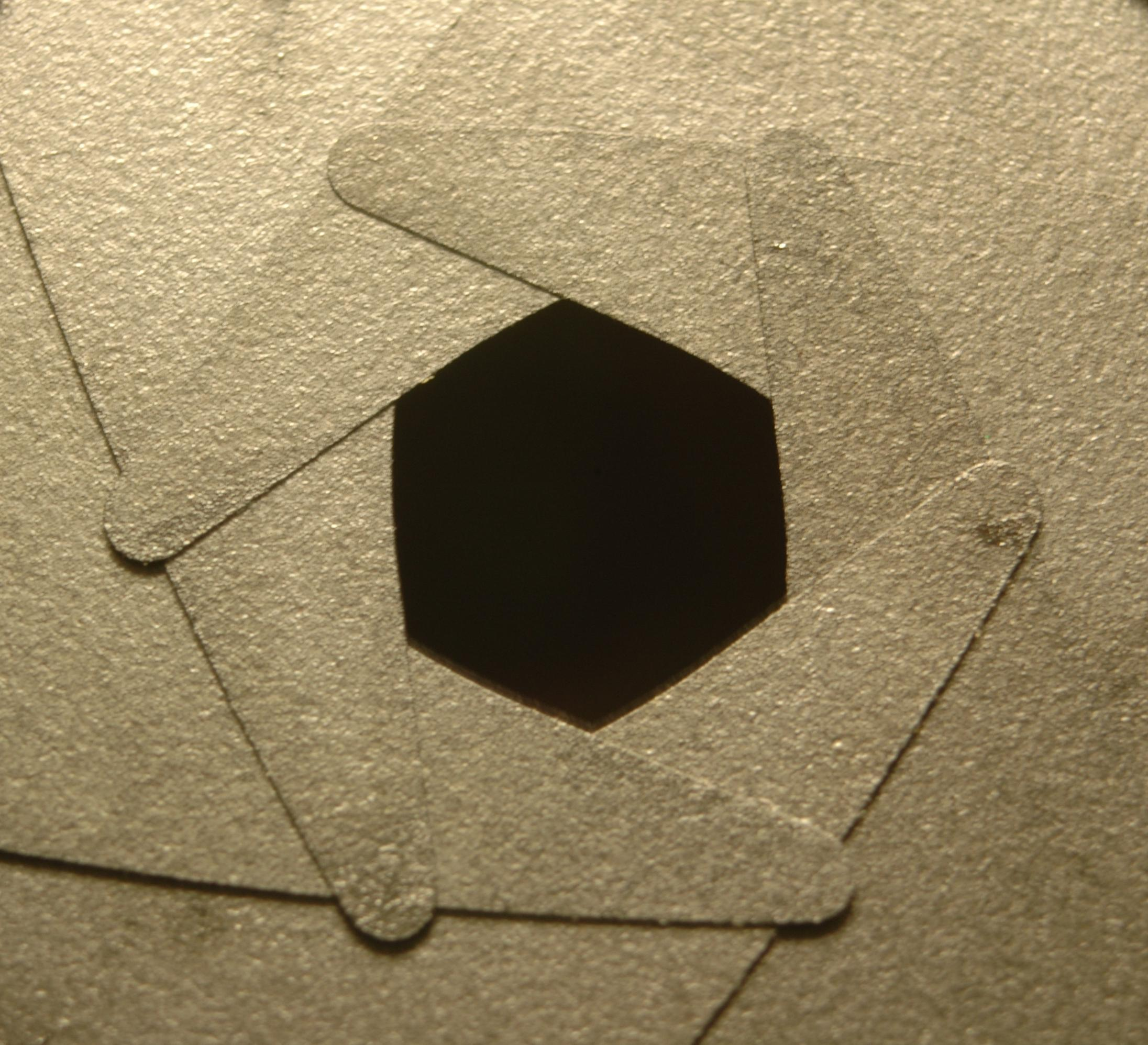
Diafragmalamellen

## Probleem bij eerste X100
Sommige exemplaren van de eerste FinePix X100 hadden een "sticky aperture blade"- probleem. Dit zorgde ervoor dat af en toe de lamellen van het diagfragma (sluiter)  geblokkeerd raakten en er overbelichting plaatsvond. Fujifilm erkende dit probleem en bood een gratis reparatie aan indien men beschikte over de originele aankoopbon. De reparatie bestond uit een vervanging van de lens. De latere camera's met hoger serienummer (X100S, X100T, X100V, ...) hebben dit probleem niet.